# Bengt Magnusson (journalist)
Bengt Robert Rickard Magnusson, född den 26 november 1950 i Ystads församling, är en svensk journalist och tidigare programledare på TV4.

## Biografi
Magnusson studerade vid journalisthögskolan i Stockholm och fick anställning vid Sveriges Radio 1973. I slutet av 1970-talet arbetade han för Sveriges Radio Stockholm och kom 1979 till TV och Sveriges Television där han arbetade för TV-sporten. 1985 kom Magnusson till Rapport, där han stannade till 1987 då han var med och startade Stockholms regionala nyhetsprogram ABC-nytt (senare ABC) i TV2.
1990 kom Magnusson som nyhetsankare till den nystartade TV-kanalen TV4. Den 15 september 1990 ledde han Nyheternas första 22-sändning. I augusti 1992 startade TV4 sitt TV-morgonprogram, Gomorron, som Magnusson ledde tillsammans med Malou von Sivers.
Hösten 1998 lämnade han Nyhetsmorgon för att leda Nyheternas 18:30-sändning. Från hösten 2005 var han huvudankare för nyheterna i 19- och 22-sändningarna, måndag till torsdag-kvällarna. Magnusson har under sex år blivit utsedd till årets nyhetsankare av Aftonbladets läsare.
I TV4 har han även lett åtskilliga andra program såsom SOS – på liv och död (1993-1996), Jakten på röda rubinen (1994) och Vem vill bli miljonär? (2000-2003). Tillsammans med Agneta Sjödin har han varit programledare för Faddergalan mellan 1998 och 2009. I långfilmen Ett öga rött (2007) spelar han sig själv i en liten roll, vilket han även gör i bland annat Beck – Hämndens pris (2001).
Våren 2015 drabbades Magnusson av testikelcancer och fick genomgå cellgiftsbehandling. Han ledde Nyheterna igen i oktober samma år. I december 2015 var han julvärd i TV4. Året därpå valde han att gå ner till en halvtidstjänst som nyhetsankare, ett uppdrag han hade fram till 2022. Magnusson gjorde sin sista sändning 28 december 2022.